# 이웃사람
이웃사람은 대한민국의 만화가 강풀의 연재종료된 웹툰이다.